# 리버티 인 노스 코리아

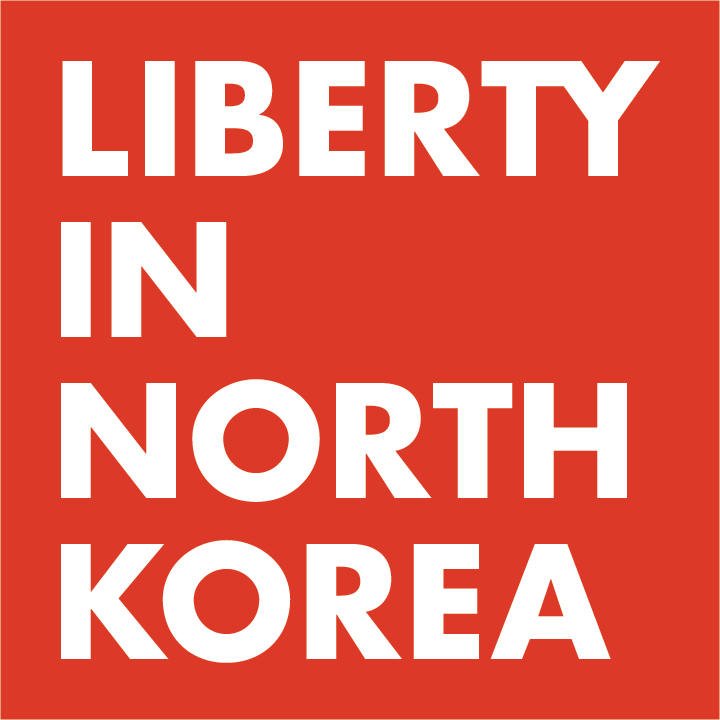

리버티 인 노스 코리아 (Liberty in North Korea, 약칭: LiNK, 이하 링크)는 2004년 미국 대학생들의 인권 운동에서 시작된 501(c)(3) 비영리 단체이자 국제 인권 단체이다. 링크는 "북한 사람들이 자유롭게 사는 세상"을 비전으로 삼고, 북한 난민 구호 및 탈북민 성장 지원, 국제 인식 전환, 정보 접근 지원 등을 수행하고 있다. 링크 본부는 미국 캘리포니아주 롱비치에 있으며, 링크 한국지부는 대한민국 서울에 위치한다. 링크는 정부의 재정 지원 없이 민간 기부금으로 운영되는 독립 단체이다.
링크의 로고는 폐쇄적인 북한 사회를 상징하는 ‘빨간색 상자’ 안에 단체의 명칭이자 비전인 'Liberty in North Korea'를 담고 있다. 이는 북한 내부의 평범한 사람들이 만드는 변화가 북한 사회를 자유와 개방으로 이끌 것이라는 비전이 반영된 형태이다.

## 북한 난민 구호
링크는 중국 등 제3국 체류 중인 북한 난민들이 어떠한 비용이나 조건 없이 대한민국 등으로 이동할 수 있도록 안전 경로를 지원하며, 이후 새로운 환경에서 정착할 수 있도록 돕는 난민 구호 프로그램을 운영하고 있다. 2016년까지 500명 이상의 탈북민을 지원했으며, 2019년에는 누적 1,000명을 넘어섰다. 2025년 2월 기준, 총 1,283명이 안전한 경로를 통해 한국과 미국 등으로 정착할 수 있도록 지원받았다.

## 정보 접근 지원
북한 주민들이 외부 정보에 안전하게 접근할 수 있도록 물리적·기술적 지원 방식을 개발하고 제공한다. 현재까지 5개의 혁신적 기술 프로젝트와 18개의 맞춤형 콘텐츠를 개발했다. 또한, RFA(Radio Free Asia, 자유아시아방송), VOA(Voice Of America) 등 북한 내 미디어 송출을 진행하는 국제 방송과 협력하여 다양한 방식으로 북한 주민의 외부 정보 접근을 지원하고 있다.
2023년에는 세계 각국의 기술 전문가, 콘텐츠 제작자, 활동가, 연구원, 후원자 등 약 40명의 주요 인사들과 함께 글로벌 서밋을 개최했다. 이 자리에서 최신 기술 동향과 시제품을 공유하며, 북한의 환경에 적합한 정보 및 기술 개발 방안을 논의했다.

## 탈북민 성장 지원
한국과 미국에서 정착한 탈북민들이 다양한 분야에서 역량을 발휘할 수 있도록 지원하는 프로그램을 운영하고 있다. 2025년 현재 렐프 영어 교육 프로그램(LELP, LiNK English Language Program), 애드보커시 펠로우 프로그램(AF, Advocacy Fellows), 링크 장학 프로그램(LiNK US Scholarship Programs) 등이 활발히 운영되고 있다.

## 국제 인식 전환
링크는 디지털 플랫폼과 글로벌 다큐멘터리 제작, 애드보커시 캠페인과 강연 프로그램 등을 통해 북한 문제에 대한 국제 사회의 인식을 변화시키고, 보다 균형 잡힌 시각을 확산시키기 위한 활동을 전개하고 있다. 또한 UN 및 각국 정부를 대상으로 적극적인 정책 옹호 활동을 펼치고 있다. 이를 통해 북한 주민과 탈북민이 직면한 현실을 조명하고, 변화에 동참하는 글로벌 시민 네트워크를 구축하는 것을 목표로 한다.
- 다큐멘터리 제작 지원: 2017년, 링크는 다큐멘터리 장마당 세대를 제작해 북한의 젊은 층의 ‘아래로부터 시작된 변화’를 강조했다. 2023년, 제작 및 재정 후원을 지원한 비욘드 유토피아(Beyond Utopia)는 북한 난민 인권 문제에 대한 인식을 획기적으로 변화시켰다는 평가를 받았다. 이 작품은 제39회 선댄스 영화제 다큐멘터리 부문 관객상, 우드스톡 영화제 최우수 다큐멘터리상 및 편집상을 수상했다.
- 국제 언론 협력: 링크는 북한 관련 주요 정보 출처로서 국제 언론과 협력하고 있다. 국내외 언론과 탈북민 간 인터뷰를 주선하고, 북한 문제에 대한 분석 및 통찰을 제공하며, 북한 주민 중심의 접근 방식을 강조하는 미디어 제작을 지원한다. BBC, CNN, 파이낸셜타임즈, 이코노미스트, 로이터, 중앙일보, 동아일보, KBS 등 주요 언론 매체에 1,200회 이상 보도되었다.
- 정부 및 외교 기관 협력: 각국 정부 기관, 대사관, 국제 정책 입안자들과 정기적으로 북한 관련 브리핑을 진행하여 정보 및 자원을 연계하고 있다.
- 시민 참여 캠페인: 2021년부터 진행된 미 의회 의원 대상 편지 쓰기 캠페인, 중국 내 북한 난민 강제 송환 반대 서명 캠페인은 북한 인권 문제에 대한 국제적 관심을 높이고 구체적인 대응을 이끌어냈다.
- 직접 참여 기회 제공: 북한 출신 인물들과 지지자들이 직접 애드보커시 활동에 참여할 수 있도록 구체적인 행동 방안을 제안하고, 네트워크를 구축하여 지원하고 있다. 2023년에는 Advocacy Fellows 2기 출신 김일혁, 2024년에는 1기 출신 김금혁이 유엔 안보리에서 발언했다.
- 글로벌 링크팀 운영: 현재 10개국에서 115개의 링크팀이 활동 중이며, 학생 및 활동가들이 자발적으로 북한 인권 증진을 위한 캠페인 및 모금 활동을 진행하고 있다. 이들을 통해 300명 이상의 북한 난민이 직접 지원을 받았다.

#### 초기 배경과 창립 (2000년대 초반~2004년)
2000년대 초반, 북한 인권 및 인도주의적 위기에 대한 정보가 확산되면서, 탈북민들이 위험을 무릅쓰고 북한 정권에 맞서 자유에 대한 목소리를 내기 시작했다. 탈북민들은 미국 상원, 유엔 청문회 등 주요 국제 기관에서 증언하며 북한의 실상을 알렸다.
2004년 3월 27일, 예일대학교에서 열린 제18회 미주 한인 학생 총회 (KASCON XVIII) 마지막 날, 참가자들은 북한 문제의 심각성을 깨닫고 행동해야 한다는 의지로 리버티 인 노스 코리아(LiNK, Liberty in North Korea)를 창립했다. 한 달 만에 미국 대학 내 40개의 링크팀이 만들어졌으며, 학생들은 북한 문제에 대한 인식을 높이고 시위, 청원 운동, 공공 인식 캠페인을 전개했다.

#### 현장 조사 및 구호 활동 시작 (2004년~2008년)
2004년, 링크는 두 개의 팀을 중국과 북한 접경 지역으로 파견해 탈북민들을 인터뷰하고, 북한 고아들이 인신매매에 노출되거나 정부의 보호를 받지 못하는 현실을 확인했다. 이 조사 결과는 향후 탈북민 보호소 설립으로 이어졌다. 다음해 미국 워싱턴 D.C.에 첫 사무실을 열었으며, 미국, 캐나다, 유럽, 일본, 한국 등 전 세계 100개 이상의 링크팀으로 확장되었다.

#### 조직 재편과 확장 (2009년~2016년)
2009년, 본부를 미국 남부 캘리포니아로 이전하고 새로운 리더십과 비전 아래 재출범했다. 전국적인 인식 제고 투어, 고등학교 및 대학 내 지부 재개설, 소셜 미디어를 활용한 캠페인을 전개했다. 2009년부터 2015년까지 16차례의 전국 투어를 진행했다. 조직의 기반을 확립하고 거버닝 보드를 구성해 지속 가능한 운영 방안을 마련했다. 2010년 링크의 북한 난민 구호 프로그램이 공식적으로 시작되었으며 첫 번째 다큐멘터리 The People’s Crisis를 공개했다.
그 이후 대학생 링크팀들의 풀뿌리 활동을 바탕으로 기금을 조성했으며, 기존 프로그램을 확장하며 조직 정체성을 공고히 했다. 활동 5년만에 500명 이상의 난민이 안전한 땅에 도착했으며, 북한 주민들의 이야기를 전 세계에 알리는 데 집중했다. 2012년 링크 한국지부를 설립하고, 탈북민 강제 송환을 막기 위한 Save My Friend 시위를 전개했다.

#### 전략 변화와 성장 (2017년~2023년)
2017년, 다큐멘터리 장마당 세대 (The Jangmadang Generation)을 공개했다.
2018년, LiNK Advocacy Fellows Program을 출범했다.
2019년, 북한 내부 변화를 가속화하기 위한 전략 개발에 집중하기 시작했다. 롱비치에서 두 번째 서밋을 개최했으며, 누적 탈북민 구호 1,000명을 달성했다.
2020~2021년, COVID-19로 인해 구호 프로그램이 큰 도전에 직면했다. 대면 행사가 불가능해지면서 온라인 갈라 행사 A Night of Freedom을 개최해 100만 달러 이상을 모금했다.
2022년, 새로운 경로를 통해 5명의 탈북민이 자유를 찾을 수 있도록 도왔으며, 한국 내 거주중인 400명 이상의 탈북민에게 정착 및 성장 지원 프로그램을  제공했다.
2023년, 29명의 북한 난민이 한국과 미국에 안전하게 도착했다. 미국 내 장학금 프로그램을 출범했으며, 200명이 참가한 LA 서밋을 개최했다. 링크가 협업한 다큐멘터리 비욘드 유토피아(Beyond Utopia)가 공개되었다.
- 링크(LiNK) 한국지부 홈페이지
- 링크(LiNK) 한국지부 인스타그램
- 링크(LiNK) 한국지부 유튜브
- 링크(LiNK) 한국지부 네이버블로그
- 링크(LiNK) 한국지부 카카오톡 채널